# Johann Brieger

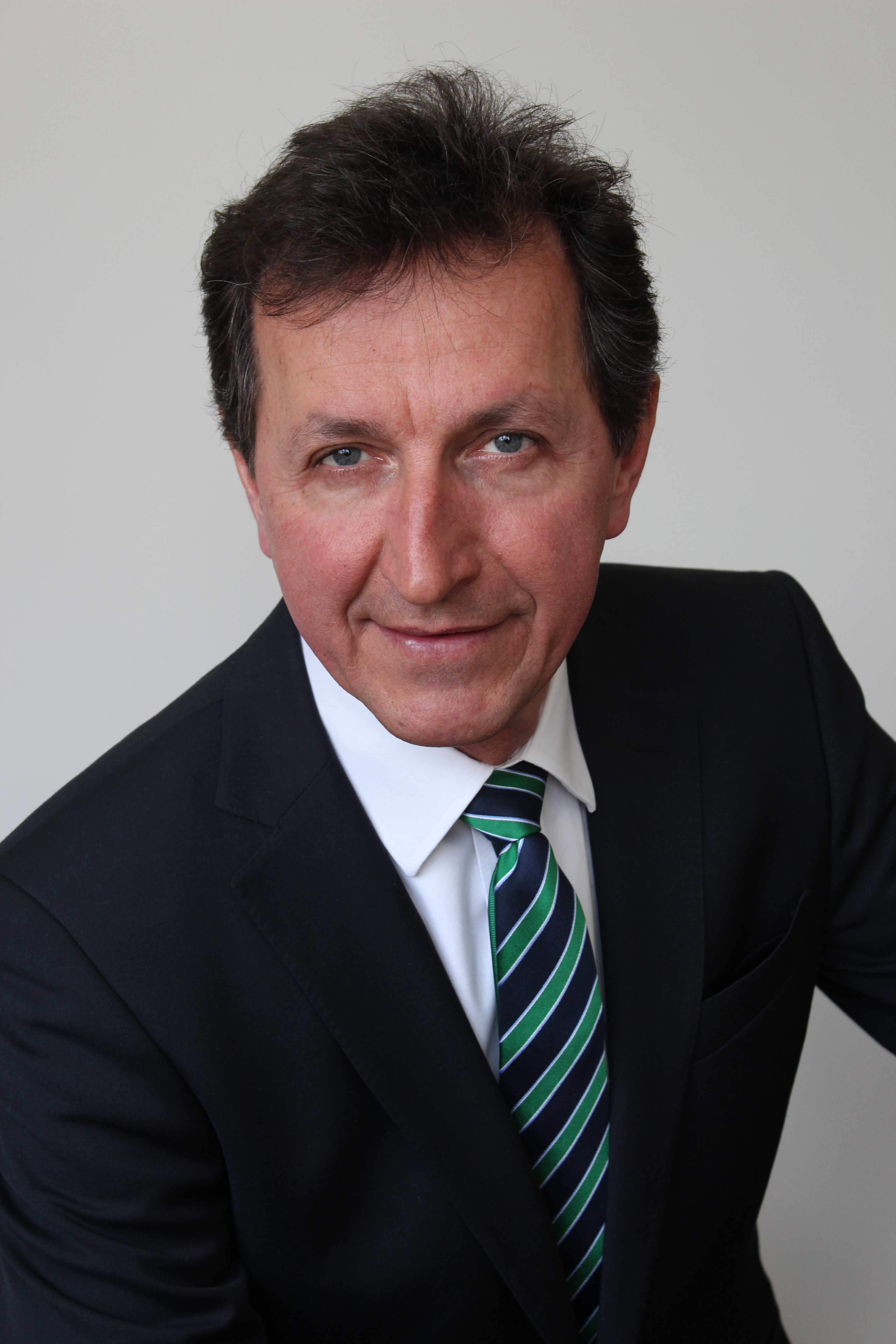
Johann Brieger (2019)

Johann Brieger (* 7. Juli 1962) ist ein österreichischer Diplomat. Er war von 2011 bis 2015 österreichischer Botschafter im Kosovo, von 2018 bis 2022 Botschafter in Südafrika und ist seit August 2022 Botschafter für die Philippinen und Palau.

## Leben und Karriere
Der promovierte Volkswirt studierte zunächst von 1981 bis 1985 Betriebswirtschaftslehre an der Johannes-Kepler-Universität Linz. Im Anschluss wechselte er an die University of Toronto, wo er einen MBA-Lehrgang machte. Nach mehreren Managementpositionen, unter anderem bei A.T. Kearney Consulting, trat er 1992 in den Dienst des österreichischen Außenministeriums. Nach diversen Positionen im Außenministerium sowie bei österreichischen Vertretungen im Ausland (Brüssel (ÖV bei EU), Nairobi, Paris), promovierte Brieger im Jahr 2000 an der Wirtschaftsuniversität Wien. Von 1999 bis 2000 war Brieger stellvertretender Verhandlungsführer für EU-Erweiterung im österreichischen Außenministerium. Im Anschluss fungierte er als stellvertretender Missionschef in Australien (2001–2005) und als Leiter des Teams für das Europäische Parlament in Brüssel während des österreichischen EU-Vorsitzes (2005–2006). Nach weiteren Jahren im Außenministerium wurde er 2011 als Botschafter nach Pristina berufen. Ende 2015 wurde er eingeladen, die im Außenministerium in Wien neu etablierte Abteilung für Unternehmensservice aufzubauen. Die Abteilung ist für österreichische Traditionsunternehmen und für Startups im Ausland die Schnittstelle zur Politik. Gleichzeitig war er stellvertretender Leiter der Service-Sektion im Botschafterrang, Österreichischer Ständiger Vertreter bei der IACA (International Anti Corruption Academy) und Mitglied im Aufsichtsrat der ADA. Von 2018 bis 2022 war Brieger österreichischer Botschafter in Pretoria mit Amtsbereich Angola, Botswana, Lesotho, Madagaskar, Mauritius, Mosambik, Namibia, Simbabwe, Südafrika und Eswatini. Weiters umfasste der Amtsbereich die Entwicklungsgemeinschaft des südlichen Afrika (SADC).Bei seinem damaligen Antrittsbesuch bei der Generalsekretärin der SADC, Stergomena Tax, unterstrich Brieger Österreichs Unterstützung für die regionalen Integrationsprojekte der SADC.
Durch einen Beschluss des Ministerrates von Dezember 2021, ist Brieger seit 25. August 2022 österreichischer Botschafter in Manila.
Johann Brieger ist verheiratet und hat zwei Kinder.